# Giovanni Domenico Sala

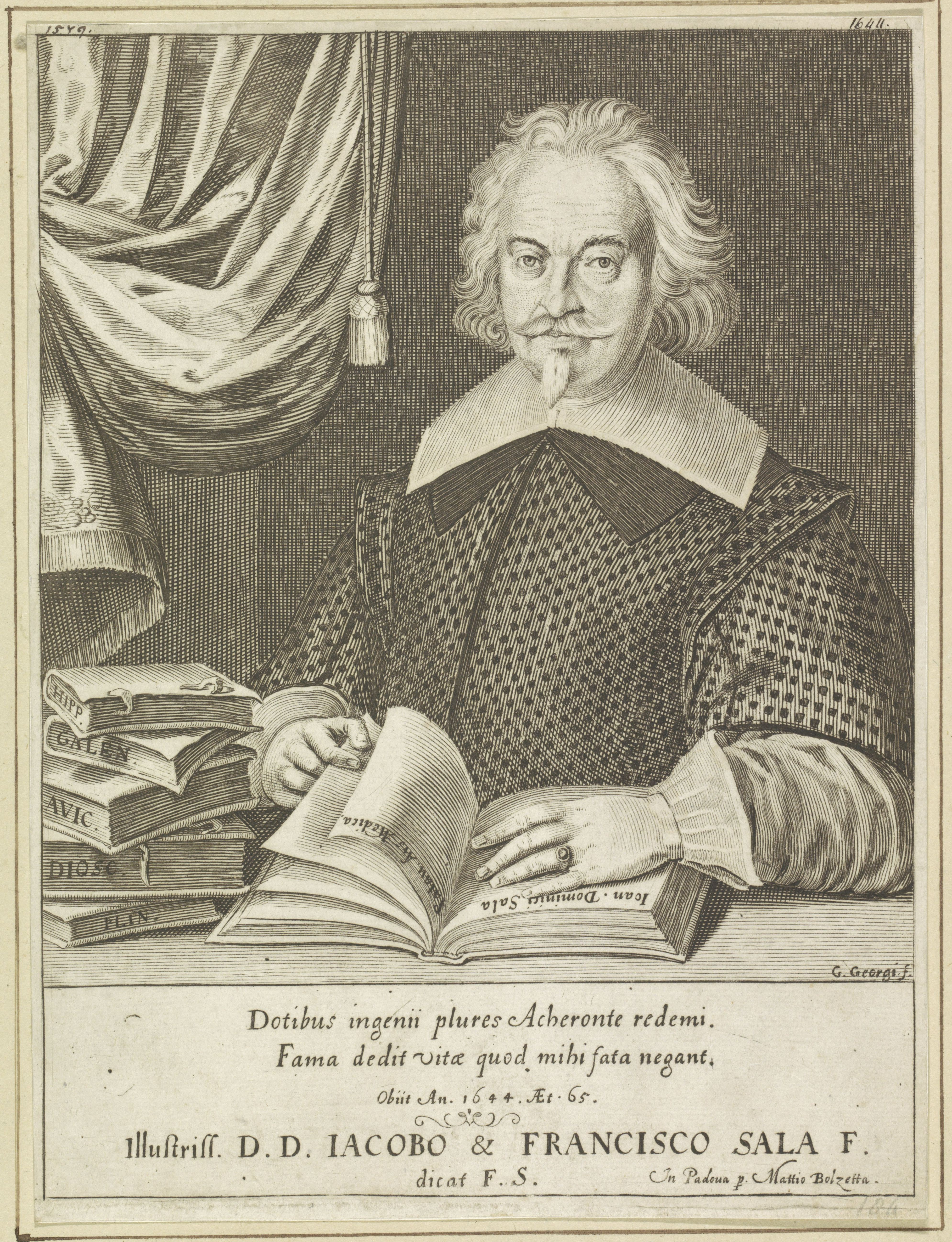
Giovanni Domenico Sala

Giovanni Domenico Sala (* 1579 in Padua; † 1. März 1644 ebenda) war ein italienischer Mediziner und Hochschullehrer.

## Leben
Sala war von 1607 bis zu seinem Tod Professor für Theorie der Medizin an der Universität Padua. Hier war er unter anderem Lehrer von Thomas Bartholin und Thomas Browne.
Sein Lehrbuch der medizinischen Methodenlehre Ars medica (Ärztliche Kunst), zuerst erschienen 1614, erlebte mehrere Auflagen. 1628 veröffentlichte er Prolegomena über die Natur der Medizin, die er dem dänischen Arzt Johan Rode/Rhode widmete.
Ebenfalls 1628 erschien sein frühes ernährungswissenschaftliches Werk De alimentis (Über Nahrungsmittel), eine Art Naturgeschichte der Lebensmittel, verbunden mit Rezepten und Hinweisen für eine gesunde Ernährung.

## Werke (Auswahl)
- Ars Medica Io. Dominici Sala Patavini Primi theorici Extr In Qva Methodvs Et Praecepta omnia Medicinae curatricis & conseruatricis explicantur. Padua 1614

weitere Auflagen: Padua 1641 (Volltext in der Google-Buchsuche), 1659; Venedig 1620 (Digitalisat)
- De natura medicinae libellus ... in quo prolegomena explicantur. Padua 1628

(Digitalisat), Stadtbibliothek Lübeck
- De alimentis et eorum recta administratione. Padua: Martino 1628

(Volltext in der Google-Buchsuche)